# Знаменка (Нагайбацький район)
Знаменка (рос. Знаменка) — селище у Нагайбацькому районі Челябінської області Російської Федерації.
Входить до складу муніципального утворення Фершампенуазьке сільське поселення. Населення становить 324 особи (2010).

## Історія
Згідно із законом від 9 липня 2004 року органом місцевого самоврядування є Фершампенуазьке сільське поселення.

## Населення
| 2002 | 2010 |
| ---- | ---- |
| 382  | ↘324 |